# Jacek Janiak
Jacek Janiak (* 27. Januar 1970 in Ruda Śląska) ist ein ehemaliger deutsch-polnischer Fußballspieler, der unter anderem für den VfL Osnabrück und den VfB Oldenburg tätig war. Sein letzter Verein waren die Sportfreunde Oesede aus dem Landkreis Osnabrück. In der Saison 1996/97 absolvierte er 27 Spiele für den VfB Oldenburg in der 2. Fußball-Bundesliga und stieg mit ihm in die Regionalliga ab. In der Saison 2000/01 kam er auf weitere 25 Zweitligaspiele für den VfL Osnabrück und schoss dabei ein Tor.

## Sonstiges
Für Osnabrück erzielte Janiak am 15. Oktober 1999 gegen Holstein Kiel einen der schnellsten Hattricks im deutschen Fußball. Innerhalb von vier Minuten (42., 43. und 45. Minute) erzielte er die Treffer.